# Svampodling

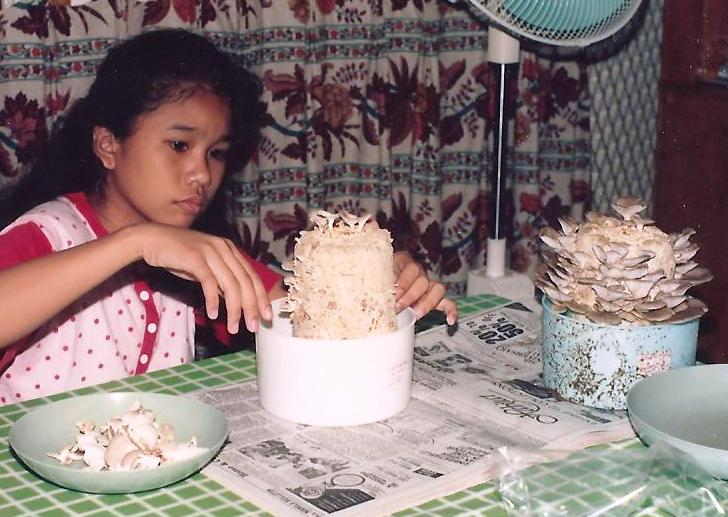
Skördning av ostronskivling.

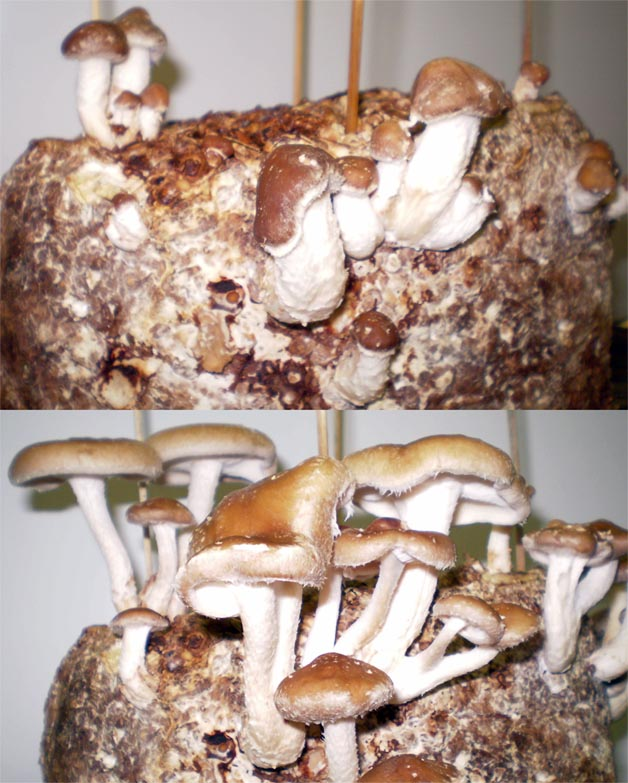
Odlad Shiitake, 24 timmar mellan fototagningarna.

Svampodling eller fungikultur är odling av svampar för livsmedel, läkemedel eller andra ändamål.
Eftersom svampar är ett annat rike än växter, och svampar är heteotrofa, är svampodling väsensskilt från växtodling. Medan växter behöver ljus och vatten för att bedriva fotosyntes, behöver svampar kolhydrater för att bedriva sin ämnesomsättning. Svampar förökar sig med sporer.

## Metoder
Alla metoder för att odla svamp kräver en korrekt kombination av fuktighet, temperatur, substrat (näringsmedium) och inokulat (mycelium eller startkultur). Dessa förhållanden tillhandahålls vid insamling av svamp i det vilda, inokulering på stockar utomhus och i behållare inomhus. Svampar kan odlas på stockar som staplats i högar eller staplar utomhus, som man gjorde för hundratals år sedan. Sterilisering används inte vid denna metod. Eftersom produktionen kan vara oförutsägbar och säsongsbetonad, odlas mindre än 5 % av svampen som säljs kommersiellt på detta sätt. Här inokuleras trädstockarna med mycelium och tillåts sedan växa på samma sätt som i det vilda. Fruktsättning, eller knoppning, startas av säsongsförändringar eller en kortvarig blötläggning av stockarna i kallt vatten. Shiitake och ostronskivling har traditionellt odlats på stockar utomhus, även om de nu ersätts av kontrollerade metoder såsom odling på brickor inomhus eller odling på konstgjorda stockar av pressat substrat.
Svampodling inomhus med kommersiellt syfte togs först i bruk i grottor i Frankrike. Grottorna gav en stabil miljö (temperatur, fuktighet) året runt. Tekniken för kontrollerad näringsmiljö och svampmycelium infördes till Storbritannien i slutet av 1800-talet i grottor skapade vid utvinning av mineraler nära områden som Bath, Somerset. Inomhusodling möjliggör kontroll av ljus, temperatur och fuktighet, samtidigt som kontaminanter och skadedjur utesluts. Detta säkerställer en stabil produktion reglerad av reproduktionscykler.

## Substrat
Förutom att säkerställa lämpliga miljöförhållanden måste ett passande substrat för svampodling förberedas. Det är viktigt att genomföra korrekt sterilisering för att utesluta konkurrens från andra svampar eller mikrober mot den odlade svampen. Det färdiga svampsubstratet kan återanvändas, men det är viktigt att inte ha alltför höga förväntningar. En andra eller tredje skörd av svamp är möjlig, och med lite uppfinningsrikedom kan det använda substratet förnyas och återupplivas för att förlänga dess livslängd.
Substratets sammansättning kan vara mycket varierad: olika gödningsmedel, halm, trärester (spån, flis med mera). Efter att substratet är uttjänt kan det få annan användning: som kompost eller jordförbättrare inom jordbruket, eller som foder till idisslare och maskar. Många svampar kan bryta ned lignin (få levande organismer kan göra detta) och omvandla icke-proteinligt kväve till proteiner. Således, även om substratet kan förlora en del av sitt energiinnehåll, kan kvalitén både som substrat och som mat förbättras.